# Régulation des médias
 (décembre 2024).
La régulation des médias est l'encadrement des médias par un système de règles pouvant être infranational, national ou supranational.

## Union européenne
Dans l'Union européenne, la régulation des médias est l'ensemble des règles visant à protéger et encadrer la liberté d'expression des médias. Ces règles prétendent garantir la liberté d'expression et le pluralisme dans les médias

### France
Le texte de référence en France est la loi de 1881 sur la liberté de la presse. Elle est complétée par la loi du 29 juillet 1986 sur la régulation des médias
La liberté d'expression a été atténuée pour des besoins de sécurité, et par la concurrence dans laquelle elle se trouve avec d'autres libertés fondamentales. Les infractions constitutives de la liberté d'expression sont notamment l'injure publique, et le délit de provocation à la haine et à la discrimination.
L'Arcom est l'autorité de régulation des médias en France.
La révolution numérique a accéléré la concentration des médias en France, lançant un débat portant sur l'opportunité de nouvelles règles de régulation visant à limiter cette concentration. Une telle concentration conduit, en effet, une fragilisation de la crédibilité de l'information et des équilibres économiques.